# Plesiokron digital hierarki
Plesiokron digital hierarki (PDH) är en standard inom telekommunikation som används för informationsöverföring (transmission) av stora mängder data i digitala kommunikationsmedium som optisk fiber och radiolänk.
Termen plesiochronous härstammar från grekiskans plesio och betyder nära, samt chronos som betyder tid och refererar till att PDH-nätverk körs i ett tillstånd där olika delar är nästan, men inte helt synkroniserade.
PDH är baserad på kretskoppling, och ger således konstant bitöverföringshastighet och konstant tidsfördröjning. Tidsdelningsmultiplex (TDM) används för att dela in kapaciteten i flera kanaler, en för varje bitström. Vid telefoni används PCM-systemet, som innebär att varje telefonsamtal får en tidlucka bestående av 8 bitar, i en ram som återkommer 8000 gånger per sekund. 
PDH är idag ersatt av Synkron digital hierarki (SDH) eller SONET i de flesta digitala telekommunikationsnätverk.
Standarden definierar ett antal bestämda bittakter för pulskodmodulerade signaler:
Europa:
- E1 - 2.048 Mbps
- E2 - 8.448 Mbps
- E3 - 34.368 Mbps
- E4 - 139.264 Mbps

Nordamerika:
- DS1 - 1.544 Mbps
- DS2 - 6.312 Mbps
- DS3 - 44.736 Mbps
- DS4 - 274.176 Mbps

Japan:
- 1.544 Mbps
- 6.312 Mbps
- 32.064 Mbps
- 97.728 Mbps

Genom tidsdelningsmultiplexering (Time Division Multiplex - TDM), kan ett antal förbindelser med lägre bittakt slås samman till en med högre. Till exempel 4 st. E1-förbindelser kan multiplexeras till en E2. På motsvarande sätt kan en förbindelse med hög bittakt delas upp (demultiplexeras) i ett antal med lägre. E1, E2, E3 och E4 utgör en multiplexeringshierarki.